# Anthrax ambigua
Anthrax ambigua är en tvåvingeart som först beskrevs av Lynch Arribalzaga 1873.  Anthrax ambigua ingår i släktet Anthrax och familjen svävflugor. Inga underarter finns listade i Catalogue of Life.